# موش دم‌کلفت صخره‌ای معمولی
موش دم کلفت صخره ای معمولی (نام علمی: Zyzomys argurus) نام یک گونه از سرده موش‌های دم‌کلفت است.